# Selma Vrooland
Selma Joyce Vrooland (Amsterdam, 18 maart 1950 – Middelburg, 18 juni 2004) was een Nederlandse columniste. Ze brak door met haar columns over haar bestaan als bijstandsmoeder.

## Biografie
Vrooland was de dochter van journalist Louis Cornelis Vrooland en Christina Neeltje van Ekelenburg. Ze kreeg twee zoons en was zeven jaar bijstandsmoeder. Na afloop van haar periode in de bijstand schreef ze over dit bestaan bijna honderd columns, onder het pseudoniem M. Mus. Deze columns verschenen vanaf december 1982 in het weekblad Vrij Nederland, als serie (Onder aan de ladder) en maakten een authentieke indruk. Toen echter uitkwam dat Vrooland inmiddels al geen bijstandsmoeder meer was, ontstond hierover commotie onder enkele Vrij Nederland-medewerkers. Piet Grijs (Hugo Brandt Corstius) stelde zich vierkant achter Vrooland; Tamar (Renate Rubinstein) was tegen.
Vrooland schreef ook voor de dagbladen Trouw en de Volkskrant. Bij die laatste krant werd ze in oktober 1999 op 49-jarige leeftijd aan de kant geschoven in verband met de 'verjonging' van de krant.

### Verfilming "Mus"
De VN-columns "Onder aan de ladder" werden in boekvorm uitgegeven door Bert Bakker, en in de jaren negentig verscheen van beide bundels een Duitse vertaling. In 1993 werd naar de columns bovendien een televisieserie gemaakt in zeven afleveringen van 30 minuten, met in de hoofdrol Annet Malherbe als Mus, en Maarten Ooms en Olivier Tuinier als haar zoontjes. Dirk Zeelenberg speelde een ambtenaar van de sociale dienst. De regie was van Ben Sombogaart.